# 宝山革命烈士纪念碑
宝山革命烈士纪念碑，位于中国广东省茂名市化州市河西中山路，为化州市的一个市级文物保护单位，类型为近现代重要史迹及代表性建筑，公布时间为1995年7月25日。
宝山革命烈士纪念碑建于1964年。